# Desastres em 1902
Nesta página encontrará referências aos desastres ocorridos durante o ano de 1902.

## Maio
- 8 de maio - Erupção do Monte Pelée na Martinica, provocando 29.933 mortos.[1]